# Palpomyia csikii
Palpomyia csikii är en tvåvingeart som beskrevs av Remm 1981. Palpomyia csikii ingår i släktet Palpomyia och familjen svidknott. Inga underarter finns listade i Catalogue of Life.